# Argentoleon irrigatus
Argentoleon irrigatus is een insect uit de familie van de mierenleeuwen (Myrmeleontidae), die tot de orde netvleugeligen (Neuroptera) behoort. 
Argentoleon irrigatus is voor het eerst wetenschappelijk beschreven door Gerstäcker in 1894.